# Poljak
Pour les articles homonymes, voir Poljak (homonymie).
Poljak (en cyrillique : Пољак) est un village de Bosnie-Herzégovine. Il est situé dans la municipalité de Sanski Most, dans le canton d'Una-Sana et dans la fédération de Bosnie-et-Herzégovine. Selon les premiers résultats du recensement bosnien de 2013, il compte 517 habitants.

## Géographie
Le village est situé au bord de la rivière Sasina, à proximité de sa confluence avec la rivière Sana.

## Démographie

### Évolution historique de la population dans la localité
| 1948 | 1953 | 1961 | 1971 | 1981 | 1991 | 2013 |
| ---- | ---- | ---- | ---- | ---- | ---- | ---- |
| -    | -    | 619  | 808  | 958  | 522  | 517  |

|  |